# A zászlónk halált jelent
A zászlónk halált jelent (eredeti cím: Our Flag Means Death) 2022-ben bemutatott amerikai történelmi romantikus vígjáték  sorozat, amelyet David Jenkins készített. A 18. század elején, a kalózkodás aranykorában játszódó sorozat az úriemberből lett kalóz Stede Bonnet ( Rhys Darby ) és legénységének szerencsétlenségeit követi nyomon a Bosszú fedélzetén, miközben kalózként próbálnak nevet szerezni, és találkoznak a híres kalózkapitánnyal, Feketeszakállal ( Taika Waititi ).
Az első évad 2022. március 3-án debütált az HBO Max- on, és pozitív kritikákat kapott, többek között méltatták az LMBTQ+ karakterek megjelenítéséért is. 2022 júniusában a sorozatot megújították egy második évaddal, amelyet 2023. október 5-én mutattak be a Max- on  2024 januárjában a sorozatot két évad után törölték.

## Történet
A sorozat részben az "Úriember Kalóz" néven is ismert Stede Bonnet életére épül. Az 1717-ben játszódó első évad Bonnet kalózkarrierjének kezdeti napjait mutatja be, miután elhagyta családját és kényelmes életét Barbados birtokos nemeseként. Bonnetet úgy ábrázolják, mint aki alig vagy egyáltalán nem alkalmas erre a szerepre, és nincs más tapasztalata a kiváltságos életén túl.
Hajójuk, a Bosszú fedélzetén Bonnet kapitány és működésképtelen legénysége a túlélésért küzd a haditengerészeti hadihajók és más vérszomjas kalózok halálos fenyegetései ellen. Szerencsétlenségeik során a Bosszú legénysége összefut Edward Teach hírhedt kalózkapitánnyal és legénységével, köztük Izzy Hands első tiszttel. Ebből humoros káosz következik, ahogy Teach és Bonnet egymásba szeretnek.

## Szereplők

### Fontosabb karakterek
- Rhys Darby, mint Stede Bonnet, egy gazdag barbadosi földbirtokos, aki belefáradt nemesi életébe és boldogtalan házasságába, és elhagyja családját, hogy kalózkodásba kezdjen, annak ellenére, hogy nem alkalmas rá. Miután megvásárol egy hajót és felbérel egy legénységet, igyekszik az Úriember kalózként nevet szerezni . Rhys Darby fia, Theo Darby alakítja gyermekként Stede Bonnetet.[6]
- Ewen Bremner, mint Nathaniel Buttons, a Bosszú első tisztje, akihez Stede gyakran fordul tanácsért, és aki képes beszélni a sirályokkal. Miután különféle tárgyakat gyűjt össze egy "madárrá változtatási" varázslathoz, sirállyá változik, és elrepül.
- Joel Fry, mint Frenchie, a Bosszú egyik kalóza, aki gyakran énekel a legénység kalandjairól. Az első évad végén csatlakozik Feketeszakáll legénységéhez.
- Samson Kayo, mint Oluwande Boodhari, a Boodhari, a Bosszú legénységének tagja, aki együttérez Stede-del, és megpróbálja megvédeni őt a veszélytől.
- Nathan Foad, mint Lucius Spriggs, a Bosszú írnoka, akinek feladata, hogy nyilvántartást vezessen a kalandokról, és gyakran segít Stede-nek megérteni az érzéseit. Fekete Pete-tel való kapcsolata a második évad végén a házasságukhoz vezet.
- Vico Ortiz alakítja Jim Jimenezt, egy ügyes harcost, akinek a fejére vérdíjat tűztek ki, amiért megölte Spanyol Jackie egyik férjét. Barátja és későbbi szeretője, Oluwande segítségével álruhában csatlakozik a Bosszú legénységéhez, miközben némának adja ki magát. Az első évad végén csatlakozik Feketeszakáll legénységéhez. Allyson Juliette gyermekként alakítja Jimet.
- Matthew Maher, mint Black Pete, egy ingerlékeny kalóz a Bosszú fedélzetén, aki azt állítja, hogy Feketekalózzal együtt dolgozott. Később Lucius férje lesz.
- Kristian Nairn, mint Vézna John Feeney, a Bosszú legénységének egyik tagja, aki megszállottja a tűznek.
- Rory Kinnear, mint Nigel Badminton kapitány (1. évad), egy brit haditengerészeti kapitány, aki gyerekkorukban zaklatta Stede-et. Kinnear Nigel ikertestvérét, Chauncey Badminton admirálist is alakítja.
- Con O'Neill, mint Israel "Izzy" Hands, Feketeszakáll könyörtelen első tisztje, aki sok éven át szolgálta.
- Guz Khan, mint Ivan (1. évad), Feketeszakáll legénységének tagja, aki csatlakozik hozzá a Bosszún.
- David Fane Kevin/Agyar szerepében, Feketeszakáll legénységének érzelmes tagja, aki csatlakozik hozzá a Bosszún.
- Taika Waititi, mint Edward "Ed" Teach / Blackbeard, a legendás és rettegett kalózkapitány, aki megunta életét és karrierjét, és úgy érzi, hogy a hírneve túl könnyűvé tette a dolgát. Bonnet elbűvöli, miután első tisztjétől, Izzytől hall róla, és úgy dönt, megkeresi. Mateo Gallegos alakítja Edward Teachet gyerekként.
- Samba Schutte, mint Csótány (2. évad; ismétlődő 1. évad), egy bárddal hadonászó szakács és orvos a Bosszún .

## A sorozat készítése
Az alkotó, David Jenkins azután kapott ihletet a sorozat megírására, miután a felesége mesélt neki Stede Bonnetről, és elolvasta a Wikipédia- cikkét. Különösen az érdekelte, hogy kitöltse Bonnet életének hiányosságait, próbálta megtalálni az okait a családja elhagyására, valamint meg akarta érteni, hogy Feketeszakáll miért vette őt a szárnyai alá. Kezdettől fogva úgy képzelte el a sorozatot, hogy a Bonnet és Feketeszakáll közötti romantikus kapcsolat áll a középpontjában, és ekként mutatta is be.
Taika Waititi, akinek Jenkinsszel közös menedzsere van, azután lett érdekelt a projektben, miután Jenkins elmesélte neki Stede Bonnet történetét, és megkérdezte, szeretne-e részt venni benne. Waititit azért vonzotta a projekt, mert úgy gondolta, hogy Jenkins eredeti módon közelítette meg a kalózokat. A későbbi megbeszélések során egyetértettek abban, hogy Bonnet és Teach románca volt "az ok a sorozat elkészítésére". Garrett Basch később executive producerként csatlakozott a projekthez, miután elolvasta a pilot epizód forgatókönyvét.
A sorozatot 2020 szeptemberében az HBO Max rendelte meg, Jenkins, Basch és Halstead executive producerekkel, és Waititival az első epizód executive producereként és rendezőjeként. 2022. június 1-jén a sorozatot egy második évaddal megújították.  2024. január 9-én a sorozatot két évad után törölték.

## Epizódok
| Évad | Évad | Epizódok | Eredeti sugárzás | Eredeti sugárzás  | Eredeti adó | Magyar sugárzás  | Magyar sugárzás   | Magyar adó |
| Évad | Évad | Epizódok | Évadpremier      | Évadfinálé        | Eredeti adó | Évadpremier      | Évadfinálé        | Magyar adó |
| ---- | ---- | -------- | ---------------- | ----------------- | ----------- | ---------------- | ----------------- | ---------- |
|      | 1    | 10       | 2022. március 3. | 2022. március 24. | HBO Max     | 2022. március 8. | 2022. március 29. | HBO Max    |
|      | 2    | 8        | 2023. október 5. | 2023. október 26. | HBO Max     | 2023. október 5. | 2023. október 26. | HBO Max    |

### 1. évad (2022)
| Sor. | Év. | Cím                               | Rendező         | Író                          | Premier                             |
| ---- | --- | --------------------------------- | --------------- | ---------------------------- | ----------------------------------- |
| 1.   | 1.  | Pilot                             | Taika Waititi   | David Jenkins                | 2022. március 3. 2022. március 8.   |
| 2.   | 2.  | A Damned Man                      | Nacho Vigalondo | David Jenkins                | 2022. március 3. 2022. március 8.   |
| 3.   | 3.  | A Gentleman Pirate                | Nacho Vigalondo | Adam Stein                   | 2022. március 3. 2022. március 8.   |
| 4.   | 4.  | Discomfort in a Married State     | Nacho Vigalondo | Eliza Jiménez Cossio         | 2022. március 10. 2022. március 15. |
| 5.   | 5.  | The Best Revenge Is Dressing Well | Fernando Frías  | John Mahone                  | 2022. március 10. 2022. március 15. |
| 6.   | 6.  | The Art of Fuckery                | Fernando Frías  | Simone Nathan                | 2022. március 10. 2022. március 15. |
| 7.   | 7.  | This Is Happening                 | Fernando Frías  | Zayre Ferrer                 | 2022. március 17. 2022. március 22. |
| 8.   | 8.  | We Gull Way Back                  | Bert és Bertie  | Alyssa Lane és Alex Sherman  | 2022. március 17. 2022. március 22. |
| 9.   | 9.  | Act of Grace                      | Bert és Bertie  | David Jenkins és Yvonne Zima | 2022. március 24. 2022. március 29. |
| 10.  | 10. | Wherever You Go, There You Are    | Andrew DeYoung  | David Jenkins                | 2022. március 24. 2022. március 29. |

### 2. évad (2023)
| Sor. | Év. | Cím                             | Rendező        | Író                                        | Premier           |
| ---- | --- | ------------------------------- | -------------- | ------------------------------------------ | ----------------- |
| 11.  | 1.  | Impossible Birds                | David Jenkins  | David Jenkins, Alyssa Lane és Alex Sherman | 2023. október 5.  |
| 12.  | 2.  | Red Flags                       | David Jenkins  | Adam Stein                                 | 2023. október 5.  |
| 13.  | 3.  | The Innkeeper                   | Andrew DeYoung | Alyssa Lane és Alex Sherman                | 2023. október 5.  |
| 14.  | 4.  | Fun and Games                   | Andrew DeYoung | David Jenkins és Eliza Jiménez Cossio      | 2023. október 12. |
| 15.  | 5.  | The Curse of the Seafaring Life | Andrew DeYoung | John Mahone és Simone Nathan               | 2023. október 12. |
| 16.  | 6.  | Calypso's Birthday              | Fernando Frías | Zayre Ferrer                               | 2023. október 19. |
| 17.  | 7.  | Man on Fire                     | Fernando Frías | Jes Tom és Natalie Torres                  | 2023. október 19. |
| 18.  | 8.  | Mermen                          | Fernando Frías | David Jenkins és John Mahone               | 2023. október 26. |

## Fordítás
Ez a szócikk részben vagy egészben  az   Our Flag Means Death című angol Wikipédia-szócikk fordításán alapul.  Az eredeti cikk szerkesztőit annak laptörténete sorolja fel. Ez a jelzés csupán a megfogalmazás eredetét és a szerzői jogokat jelzi, nem szolgál a cikkben szereplő információk forrásmegjelöléseként.